# Jože Košiček
Ne zamenjujte z osebo: Jožef Košič
Jože Košiček, slovenski rimskokatoliški duhovnik,  časnikar, publicist in politik, * 11. marec 1898, Žužemberk, Avstro-Ogrska, † 25. november 1979, Buenos Aires, Argentina.

## Življenje in delo
Bogoslovje je študiral na Teološki fakulteti v Ljubljani in bil tu leta 1921 posvečen v mašnika.  Kot kaplan je deloval v raznih krajih, v letih 1930—1935 je bil stolni vikar v Ljubljani. Tu je bil tudi tajnik pripravljalnega odbora II. jugoslovanskega evharističnega kongresa (1935), ravnatelj Jugoslovanske tiskarne in knjigarne in tajnik Slovenske ljudske stranke. Sodeloval je pri časniku Slovenec in bil urednik Domoljuba (1930—1943), tednika Gospodar in gospodinja (1934—1943), Slovenskega doma (1935—1938) in do 1943 odgovorni urednik misijonarskih listov Odmev Afrike in Zamorček. Leta 1945 je odšel v Rim kjer je z Miho Krekom skrbel za slovenske begunce in za njihovo izseljevanje v čezmorske države, predvsem v Severno in Južno Ameriko. Od 1947 je bil duhovnik v Buenos Airesu in drugih krajih v Argentini. Bil je tudi  predavatelj verouka v slovenskem semenišču, ter stalni sodelavec slovenskih listov v Argentini, zlasti Zbornika – Koledarja Svobodne Slovenije.